# قلعه نهاوند

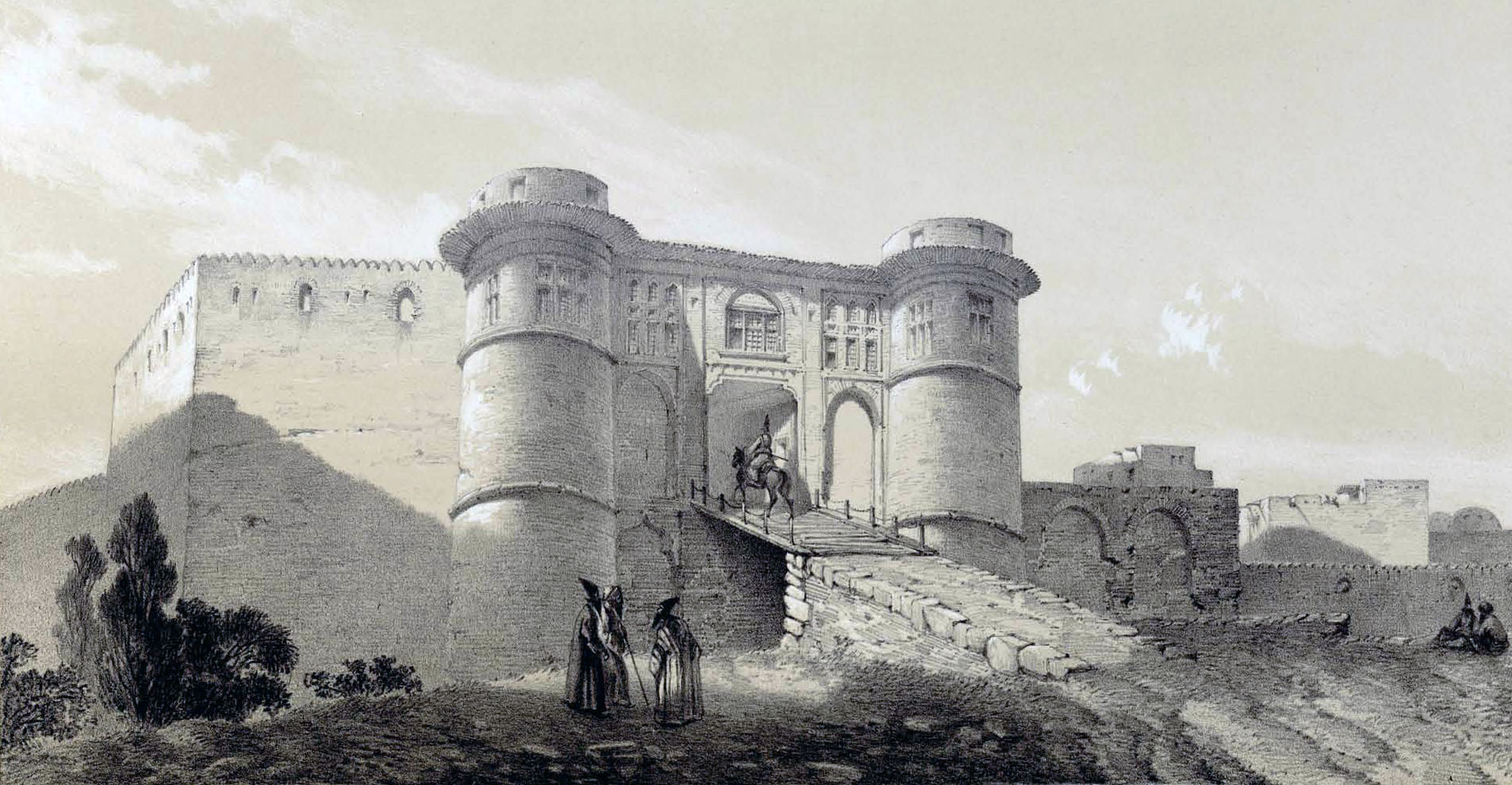
در زمان محمدشاه

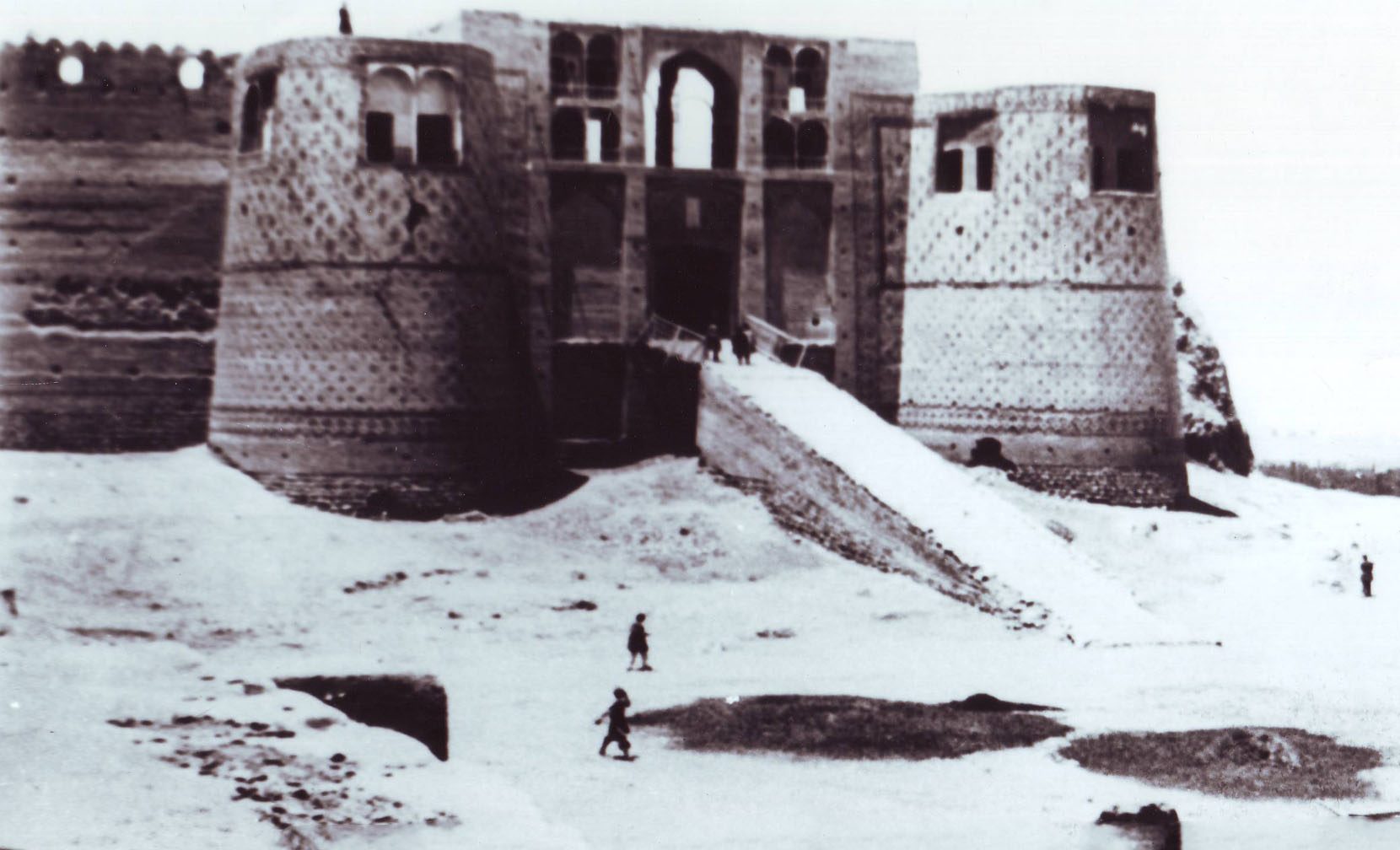
در سال ۱۸۶۰ میلادی

قلعه نهاوند یا دژ یزدگرد قلعه‌ای ساسانی در شهر نهاوند بود. در جنگ نهاوند  سقوط این قلعه نقطه عطفی در جنگ میان اعراب و ایرانیان بود.
در زمان ناصرالدین‌شاه، به هنگام حفر قنات دفینه بزرگی پیدا می‌شود. پس از آن به فرمان شاه ابتدا از اطراف قلعه عکس‌برداری شد و سپس این دژ عظیم که تا آن زمان به خوبی دوام آورده بود را به کلی ویران نمود. انگیزه او از این کار پیدا کردن دفینه‌های بیشتر عنوان شده، هر چند که به مردم محلی گفته شده بود دلیل آن اشراف داشتن قلعه به خانه‌های خصوصی مردم است. از محافظین بالا رتبه آن زمان قلعه می‌توان به نجف قلی فریادرس اشاره کرد که سمت و درجه بالایی در بین مردم و حتی دربار داشت و مخالفت شدیدی نسبت به تخریب قلعه نمود که با دستور شاه از سد راه برداشته شد.